# Unione Sportiva Ragusa 2003-2004
Questa pagina raccoglie le informazioni riguardanti l'Unione Sportiva Ragusa nelle competizioni ufficiali della stagione 2003-2004.

## Rosa
| N. |                      | Ruolo | Calciatore                |  |
| -- | -------------------- | ----- | ------------------------- |  |
|    | Italia (bandiera)    | C     | Alessandro Bonaffini      |  |
|    | Italia (bandiera)    | C     | Carmelo Bonarrigo         |  |
|    | Italia (bandiera)    | D     | Daniele Ceniccola         |  |
|    | Argentina (bandiera) | P     | Nicolas Alejandro Cinalli |  |
|    | Italia (bandiera)    | A     | Marco Clemente            |  |
|    | Italia (bandiera)    | D     | Santino Cogliardo         |  |
|    | Italia (bandiera)    | C     | Pietro Cutaia             |  |
|    | Italia (bandiera)    | D     | Giuseppe Cutrufello       |  |
|    | Italia (bandiera)    | A     | Fabio De Luca             |  |
|    | Italia (bandiera)    | D     | Marco Desideri            |  |
|    | Italia (bandiera)    | A     | Gianni Di Rosa            |  |
|    | Italia (bandiera)    | A     | Francesco Erbini          |  |
|    | Italia (bandiera)    | D     | Sebastiano Falanca        |  |
|    | Italia (bandiera)    | C     | Stefano Favata            |  |
|    | Italia (bandiera)    | A     | Giancarlo Ferrara         |  |

| N. |                      | Ruolo | Calciatore                   |
| -- | -------------------- | ----- | ---------------------------- |
|    | Argentina (bandiera) | A     | Gonzalo Garavano             |
|    | Italia (bandiera)    | D     | Pietro Infantino             |
|    | Italia (bandiera)    | P     | Gaetano Lucenti              |
|    | Italia (bandiera)    | A     | Vittorio Emanuele Lupo       |
|    | Italia (bandiera)    | C     | Nicola Mandarano             |
|    | Italia (bandiera)    | C     | Gianluca Musumeci            |
|    | Italia (bandiera)    | C     | Gaspare Pellegrino           |
|    | Italia (bandiera)    | A     | Flavio Puggioni              |
|    | Italia (bandiera)    | D     | Daniel Rossitto              |
|    | Brasile (bandiera)   | D     | Anderson De Caravalho Santos |
|    | Italia (bandiera)    | D     | Simone Tamburro              |
|    | Italia (bandiera)    | D     | Angelo Tasca                 |
|    | Italia (bandiera)    | C     | Andrea Tummiolo              |
|    | Italia (bandiera)    | P     | Corrado Vaccaro              |